# ミルバト

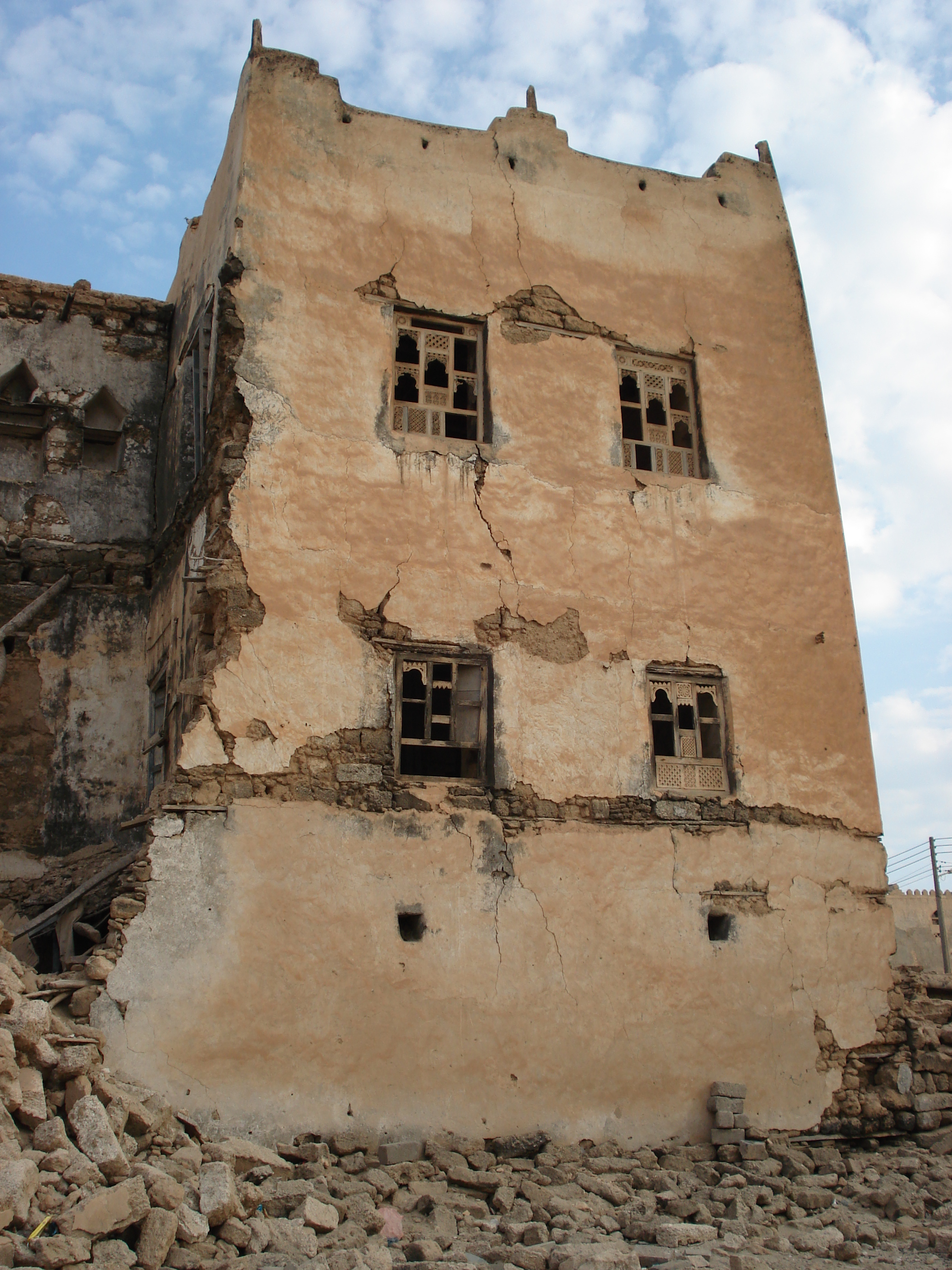
レンガ構造のイエメン式の建築物（ミルバト）

ミルバト (アラビア語: مرباط Mirbāṭ、英語: Mirbat) は、オマーン南西部、アラビア海に面した町。イエメンとの国境にも程近いドファール特別行政区に属する町である。